# Owen (wodospad)

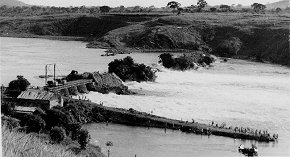
Zapora w czasie budowy

Owen (ang. Owen Falls) – wodospad w Ugandzie, na Nilu Wiktorii, tuż poniżej miejsca wypływu rzeki z Jeziora Wiktorii, utworzony sztucznie na zaporze Nalubaale. Wysoki na 31 metrów i szeroki na 831 m, ukończony w roku 1954. Energia wytwarzana w elektrowni wodnej zasila  Ugandę i zachodnią Kenię.